# 持続可能なエネルギー
エネルギーが持続可能であるとは、将来世代のニーズを満たす能力を損なうことなく、現在の世代のニーズを満たせることをいう。持続可能なエネルギー（じぞくかのうなえねるぎー、英語: sustainable energy）の定義は、その環境や経済、社会への影響に注目することが多い。与える影響は、温室効果ガスの排出や大気汚染から、エネルギー貧困や有毒廃棄物まで多岐に渡る。風や水、太陽や地熱などの再生可能エネルギー資源は環境へ負荷を与えることもあるものの、化石燃料と比較するとはるかに持続可能であるといえる。
再生可能でないエネルギー資源が、エネルギーの持続可能性という観点でどのように評価されるかについては、さまざまである。原子力発電は、二酸化炭素を排出せず大気汚染も引き起こさないが、一方で放射性廃棄物の問題や核拡散、原子力事故のリスクといった欠点がある。石炭から天然ガスへ移行することで、気候変動を抑えられるなど環境への負荷は低減できるが、他方でより持続可能な選択肢への移行が遅れる可能性もある。CCSを発電所に設置することで二酸化炭素の排出をなくすことができるが、こうした技術の導入は非常に高価で、社会実装はほとんど進んでいない。
化石燃料は世界のエネルギー消費の85%を占めており、温室効果ガスの排出量で見ても76%にのぼる。発展途上国の7.9億人が未電化の環境で暮らしており、木炭や薪のような汚染源になる燃料を調理に使わざるを得ない人々が世界に26億人いる。バイオマスを利用した調理や化石燃料由来の汚染によって、年間で700万人が死亡していると推定される。地球温暖化を2 °C (3.6 °F)以内に抑えるというパリ協定の目標を達成するには、生産・分配・貯蔵・消費などすべての側面でエネルギー革命が不可欠である。また、SDGsの7番目の目標である「エネルギーをみんなに そしてクリーンに」は、気候や人類の健康、発展途上国の経済に大きな利益があると考えられる。
地球温暖化を2 °C (3.6 °F)以内に抑制するための道筋が提案されている。具体的には、石炭火力発電所の段階的な廃止、省エネルギー、風力や太陽などのクリーンエネルギーによる発電へのシフト、輸送や暖房の化石燃料から電気へのシフト等が挙げられる。発電に用いるエネルギー源の一部は、風の強さや太陽の明るさなどの要因で発電量が変動する。そのため、再生可能エネルギーへの切り替えには、エネルギーを貯蔵する仕組みを追加するなどの電力網の改善が必要になる。また、電化が困難なプロセスについては、低排出エネルギーから生産した水素燃料を活用することも選択肢となる。国際エネルギー機関（IEA）が提唱する2050年までのネットゼロの達成にあたっては、必要な排出削減量のうち35%は2023年現在まだ実用段階にない技術を前提としている。
風力や太陽を利用した発電の市場におけるシェアは、2019年には世界の8.5%を占めるまでに成長しており、そのコストも低下し続けている。気候変動に関する政府間パネル（IPCC）は、気温上昇を1.5 °C (2.7 °F)以下に抑えるには、2016年から2035年までに毎年世界のGDPの2.5%をエネルギー分野に投資する必要があると推計している。新たなクリーンエネルギー技術の研究開発や実証実験への投資、電化や持続可能な交通に向けたインフラの構築、クリーンエネルギーの拡大を促進するためのカーボンプライシング、RPS制度、化石燃料への補助金の段階的廃止、などの政策の導入が各国政府に求められている。また、これらの政策はエネルギー安全保障にも寄与する可能性がある。

## 定義と背景

### 定義
国連のブルントラント委員会は、エネルギーがその重要な要素の一つに位置付けられる持続可能な開発の概念について、1987年の報告書『Our Common Future』で説明している。そこでの持続可能な開発の定義は、「将来の世代のニーズを満たす能力を損なうことなく、今日の世代のニーズを満たすような開発」であった。この説明は、持続可能なエネルギーについて説明・定義する際にも、多数参照されている。
一方で、「持続可能性」の概念を地球規模でエネルギーにどう適用するかについては、普遍的に受け入れられている解釈は存在しない。持続可能なエネルギーの実用的な定義には、環境、経済、社会など様々な側面における持続可能性が包含される。当初は、持続可能なエネルギー開発の概念は、排出量やエネルギー安全保障が特に重視されてきた。その後、1990年代の前半には社会、経済的な課題をも包含するように拡張された。
持続可能性の環境的な側面には、温室効果ガスの排出、生物多様性や生態系への影響、有害廃棄物や有毒物質の排出、水消費、枯渇性資源の枯渇等の諸問題が関わっている。環境への負荷が低いエネルギー資源のことを、「グリーンエネルギー」や「クリーンエネルギー」と呼ぶこともある。経済的な側面には、経済の発展、効率的なエネルギー利用、各国がコンスタントに十分なエネルギーを利用できるエネルギー安全保障等が含まれる。社会的な側面には、全ての人々が安価で信頼できるエネルギーを使えるようにすることや、労働者の権利、土地の権利等が含まれる。

### 環境への影響

化石燃料の利用による死亡率は、持続可能なエネルギーの生産によるものよりもはるかに高い。

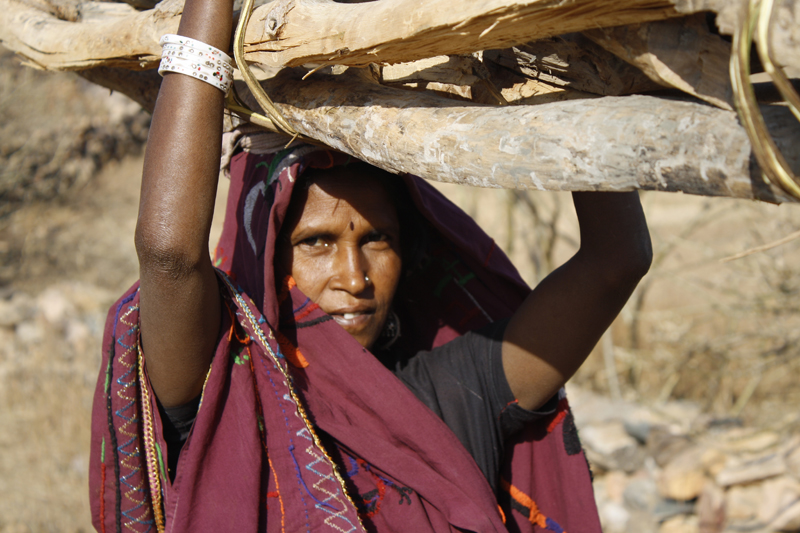
インド、ラージャスターン州村落部の女性が薪を運んでいる写真。木材やその他汚染源となる燃料を料理に使うことで、屋内の空気の汚染や大気中の汚染による死者が毎年数百万人発生している。

今日のエネルギーシステムからは、気候変動、大気汚染、生物多様性の喪失、有毒物質の放出、水不足等、環境面で多岐にわたる課題が発生している。2019年には、世界のエネルギー需要の85%が化石燃料によって賄われている。また2018年時点で、人類が年間で排出する温室効果ガスの76%を、エネルギーの生産・消費が占めている。2015年に採択されたパリ協定では、地球温暖化を2 °C (36 °F)以内、可能であれば1.5 °C (34.7 °F)以内に抑制することを目標としている。達成するためには、排出量を可能な限りすぐに削減し、2050年までにネットゼロを達成することが必要である。
化石燃料やバイオマスの燃焼は、大気汚染の主要な要因の一つになっており、これに起因する死亡者は毎年700万人と推計され、その疾病負荷は特に低所得国や中所得国に集中している。また、大気中の酸素と結合し酸性雨の原因にもなる排気の主要な発生源は、発電所や乗り物、工場における化石燃料の燃焼である。大気汚染は、非感染性疾患による死亡の病因の中では第2位である。世界の人口の99%が、WHOが推奨する大気汚染の基準を超えた地域で居住していると推定されている。
薪や動物の糞、石炭やケロシンは燃料として使用したときに大気汚染へ与える影響が大きく、こうした汚染源となる燃料を利用した調理は屋内における大気汚染の非常に大きな要因となっていて、年間で160万～380万人が死亡していると推定されている。また、汚染源となる燃料を使用した調理は、屋外の大気汚染にも大きく寄与している。これらの調理によって特に健康への影響を受けるのは、調理を担当することが多い女性や子どもたちである。
さらに、化石燃料の燃焼による副産物だけが環境に影響をあたえるわけではない。海洋における石油の流出によって、海洋生物に危害が及んだり、有害廃棄物を放出する火災に発展することもある。また、世界の水消費の10%は、主に火力発電の冷却等のエネルギーの生産に関連しており、そのため乾燥地帯では水不足が問題になる。他にも、石炭の採掘や加工、石油の掘削には大量の水を消費する。燃料として燃やす目的で、木材やその他の可燃性物質を過剰に採取すると、砂漠化など、周辺の地域環境に深刻な被害を及ぼすこともある。

### 持続可能な開発目標

電気を利用できない人々は、2016年時点で主にサブサハラアフリカやインド亜大陸に多い。

経済成長を維持しながら生活水準の底上げを図ることと気候変動を抑制する目標を達成することの両立にあたっては、持続可能な方法で現在・将来世代のエネルギー需要を満たすことが非常に重要な課題となる。エネルギー、とりわけ電気の信頼性が高く、なおかつ手ごろなコストでアクセスできることは、健康や教育、経済発展の面で最重要である。2020年時点で、発展途上国の7.9億人が電気を利用できておらず、26億人が大気汚染への寄与が大きい燃料を燃焼して調理をせざるを得ない状況にある。
後発開発途上国におけるエネルギーへのアクセスの改善や、よりクリーンなエネルギーへの転換は、SDGsのほとんどの項目を達成する上でのキーとなる。その範囲は、「気候変動に具体的な対策を」から「ジェンダー平等を実現しよう」まで多岐にわたる。特に7番目の目標である「エネルギーをみんなに　そしてクリーンに」は、「すべての人々の、安価かつ信頼できる持続可能な近代的エネルギーへのアクセスを確保する」をうたっており、2030年までにすべての人々が電気を利用できることやクリーンエネルギーを用いて調理できることが求められる。

## 省エネルギー

世界のエネルギー使用量は国によってかなり不平等である。アメリカやカナダなどの裕福な国では、アフリカの一部の後発開発途上国と比較すると一人あたりのエネルギー使用量が100倍にものぼる。

エネルギー利用の効率化は、多くの持続可能なエネルギー戦略の基礎となる。エネルギー効率化とは、同じ作業をしたり同じ結果を得ようとしたりするときに、より少ないエネルギー消費で実行することを指す。例えば、家庭で使われる窓を断熱性の高いものにすることで、間接的に冷暖房の使用を抑制し、結果としてエネルギー消費の削減に寄与することになる。国際エネルギー機関（IEA）は、エネルギー効率化により、パリ協定の目標を達成するのに必要な排出削減量の40%を満たせると推計している。
家電や乗り物、製造・加工工程、建築等の技術効率を高めることにより、省エネルギー化を図ることができる。他のアプローチとしては、例えば建築デザインの改良やリサイクルの活用を通じて、生産に大量のエネルギーを必要とする材料の利用を減らすことが挙げられる。また、出張で打ち合わせをする代わりにビデオ会議を活用したり、都市部での旅行で車を使う代わりに公共交通機関や徒歩、自転車を利用するようにしたりといった行動様式の変容も、省エネルギー化に貢献する一手法である。エネルギー効率化を促進するための政策としては、建築基準の改善、性能標準の策定、カーボンプライシング、モーダルシフトを促進するためのエネルギー効率性の高いインフラの開発等がある。
単位GDPあたりのエネルギー消費量で計算できる世界経済のエネルギー効率は、経済生産のエネルギー効率をざっくりと計る指標である。2010年には、GDPで1ドルあたり、5.6メガジュール (1.6 kWh)のエネルギーを消費している。国連は、この経済面のエネルギー効率を、2010年から2030年にかけて、毎年2.6%低下させることを目標としている。しかし、2017年から2018年にかけて経済面のエネルギー効率の改善幅は1.1%に留まるなど、この目標は達成できていない。
エネルギー効率の改善により、余剰のリソースが従来に増してエネルギー集約的なモノやサービスの利用に向かい、エネルギー消費量が却って増加するという事象が引き起こされることが多い（ジェボンズのパラドックス）。例えば、近年の輸送や建築分野の技術効率の改善は、自動車や家屋の大型化のような消費者トレンドによって相殺されている。

## 持続可能なエネルギー資源

### 再生可能エネルギー資源

クリーンエネルギーへの投資は、パンデミック後の経済回復や化石燃料価格の高騰を伴う世界的なエネルギー危機、各国での政策による後押しの影響を受けて増えている。

再生可能なエネルギー資源は、一般にエネルギー安全保障を高めることや、化石燃料よりも温室効果ガスの排出量がはるかに少ないことにより、持続可能なエネルギーにおいて非常に重要である。他方で、再生可能エネルギーを利用するための取り組みは、生態学上重要な地域がバイオエネルギー生産や風力発電、太陽発電等に利用された場合に生物多様性を損なうリスクが生じるなど、持続可能性に対して大きな懸念を生じさせることがある。
再生可能なエネルギー源による発電方法としては水力発電が最大の割合を占めているが、太陽や風力の利用が急速にシェアを伸ばしている。太陽光発電や陸上風力発電は、多くの国で最も安価な新エネルギーによる発電方法である。SDGsの7番目の目標である、全ての人々が2030年までに電気を利用できるようにすることを達成するにあたり、太陽光発電などを利用したミニグリッドのような再生可能なエネルギーを利用した分散型電源は、2020年時点で電気を利用できない状態にある7億9000万の半数以上にとって最も安価な方法であると考えられている。国際連合は、2030年までに全世界のエネルギー供給量のうち再生可能なエネルギーが占める割合を、大幅に引き上げることを目標としている。
国際エネルギー機関（IEA）によると、風力や太陽などの再生可能なエネルギー資源はもはやありふれた発電方法になりつつあり、世界の発電分野への新規投資の7割がこれら再生可能なエネルギーに向けられている。IEAは2022年の報告で、今後3年以内のうちに再生可能なエネルギーを使用した発電の世界シェアは、石炭を上回り、主要なエネルギー源になるだろうと予測している。

#### 太陽

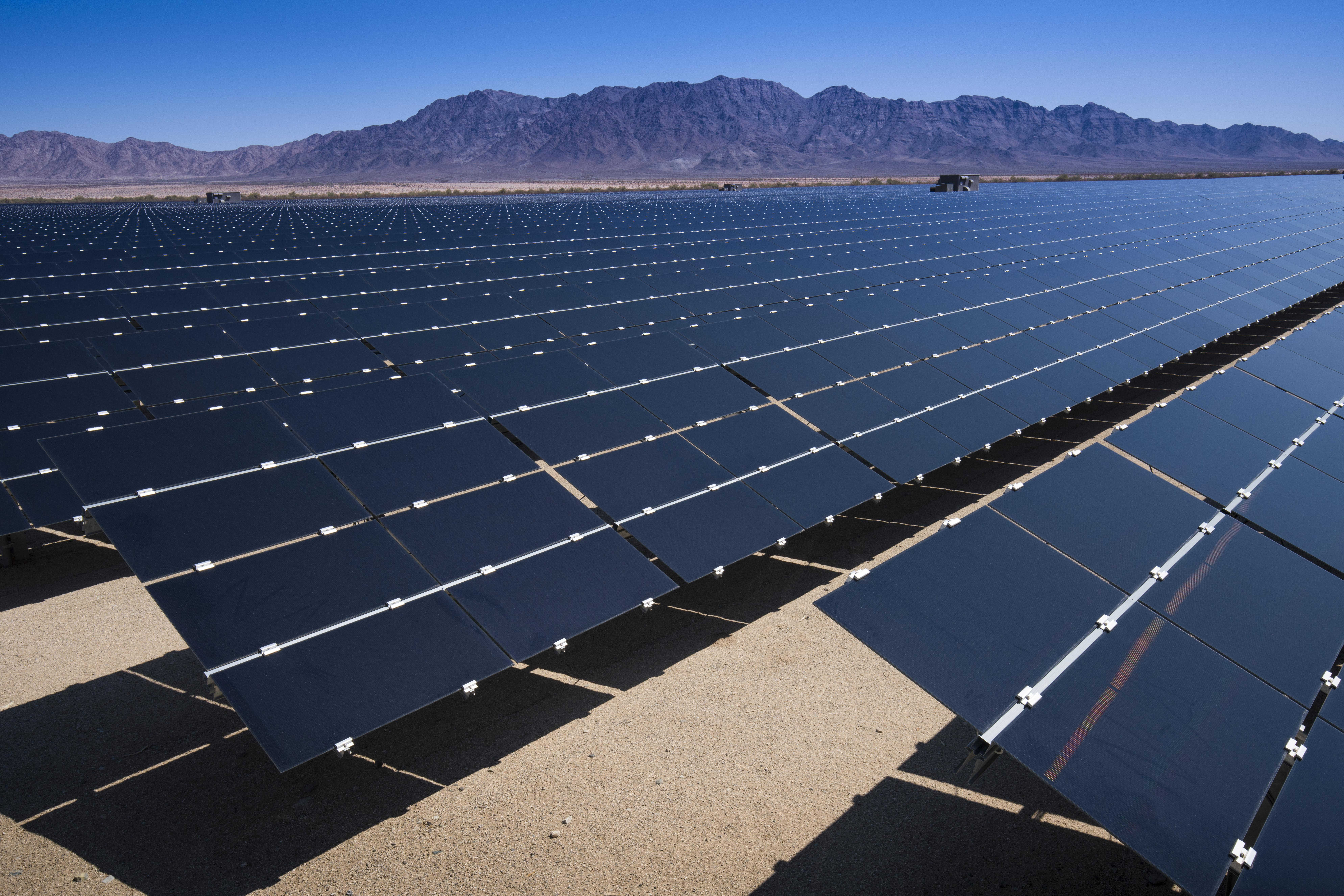
アメリカのカリフォルニア州にあるソーラーファーム

太陽は、地球における主要なエネルギー源であり、クリーンでかつ多くの地域で豊富に利用できる資源である。2019年時点で、太陽を利用した発電は全世界の電力の約3%を占めており、そのほとんどがソーラーパネルによる太陽光発電である。太陽光発電は、2027年には世界で最大の電力容量を持つ発電方法になると予測されている。ソーラーパネルは、建物の屋上や、ソーラーファームに設置される。太陽光発電が拡大している大きな要因の一つは、太陽電池素子のコストが急速に低下していることである。新規のソーラーファームによる発電コストは、多くの地域において既存の石炭発電所における発電コストよりも安く、それ以外の地域でも同等程度である。将来のエネルギー利用についての様々な予測において、太陽光発電は持続可能なエネルギーミックスにおける主要な要素として位置付けられている。
ソーラーパネルを構成する部品のほとんどは容易にリサイクルできるが、規制がないために実際には必ずしもリサイクルされているわけではない。パネルは通常重金属を含有しているため、埋め立て処分では環境へのリスクが生じる。ソーラーパネルが自身を製造するのに消費したエネルギーを生産するまでに必要な期間は2年にも満たない。ソーラーパネルの生産に必要な資源を採掘するのではなくリサイクルすれば、必要な総エネルギー量はさらに少なくなる。
集光型太陽熱発電では、太陽光を鏡面上で集光させて液体を温める。そして、発生する蒸気によって熱機関を作動させることにより発電を行う。集光型太陽熱発電は需要に応じて発電量を調整できる発電方法であり、発生した熱の一部は需要に応じて発電できるように保存しておくことができる。電力生産以外の面でも、太陽由来のエネルギーはより直接的に利用されている。太陽熱を利用して水を沸かしたり、建造物の暖房に利用したり、乾燥に用いたり、水の脱塩に用いたりするのはその一例である。

#### 風力

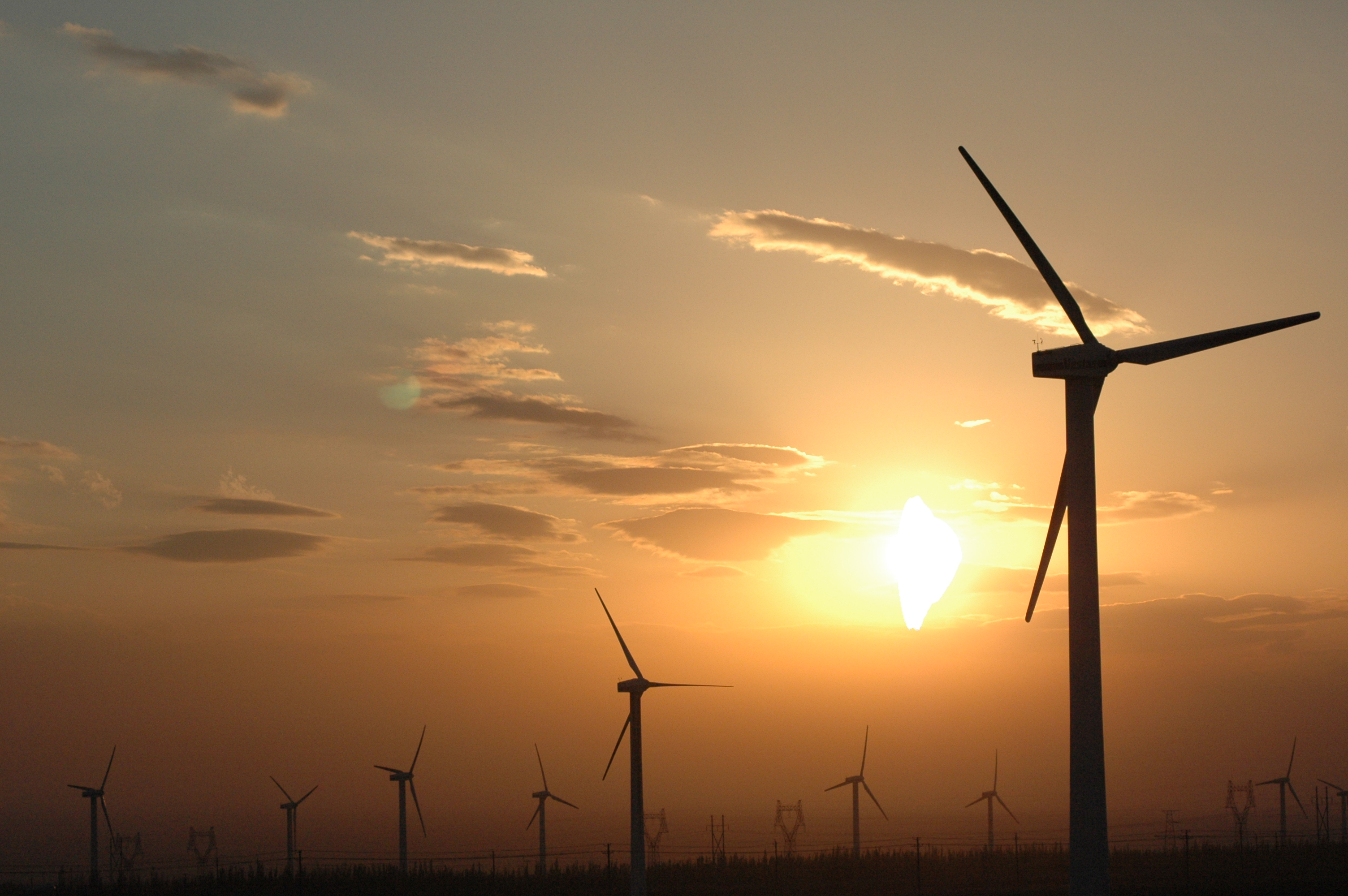
中国の新疆における風力タービン

風は、工業からポンプ、帆船に至るまで様々なものへの力学的エネルギーを提供し、何千年にもわたって人類の発展の重要な原動力になっている。現代でも、風力タービンが発電に利用されており、2019年時点で世界の発電量の6%が風力によるものである。陸上型のウィンドファームによる発電は、たいていの場合既存の石炭火力発電所による発電よりも安価で、天然ガスや原子力による発電と比較しても遜色はない。また、風力タービンは水上にも設置されることがある。陸上よりも風が安定していてなおかつ強い風が吹きやすいことが利点だが、一方で建設や維持管理にかかるコストが高いことが欠点である。
陸上型の風力タービンは、未開発な土地や田園部に建設されることが多く、景観に与える視覚的な影響が大きい。一方で、風力タービンと衝突したコウモリや鳥が死ぬこともある。また、風力タービンから発生する騒音やちらつく影は周辺に住む人には迷惑になる場合もあり、人口密度の高い地域では建設が制限されることもある。風力発電は、原子力発電や化石燃料を用いた発電と異なり、水を消費しない。また、風力発電が生み出すエネルギーに比べると、それ自身を建設するのに必要なエネルギーはわずかである。なお、風力タービンの翼は完全にはリサイクルできないのが現状で、より容易にリサイクルできる翼を製造する方法の研究が進められている。

#### 水力

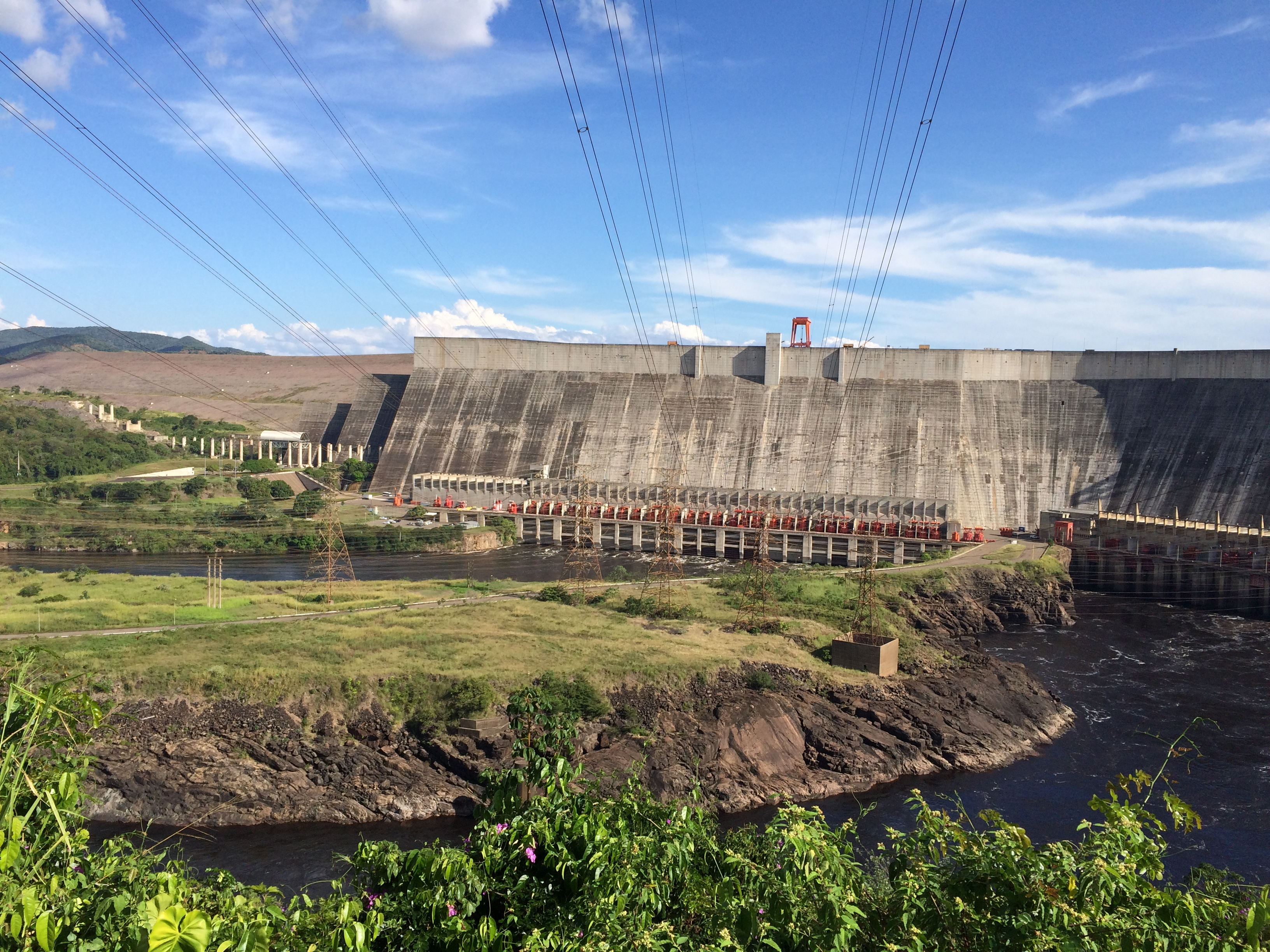
グリダム。ベネズエラにある水力発電用のダム。

水力発電は、水の運動エネルギーを電力に変換する発電方法である。2020年時点で水力発電は世界の電力供給の17%を占めているが、20世紀中盤から終盤にかけては約20%を占めており、当時と比較するとその割合は低下している。
従来の水力発電では、ダムによって貯水湖を形成して利用するのが一般的である。そのため供給量の調整が非常に柔軟で、需要に応じて出力を調整できる。風力発電や太陽を利用した発電と組み合わせることで、風が弱かったり日が出る時間が短いときでも、需要のピークに合わせて発電量を補うことができる。
貯水式の水力発電と比較すると、流れ込み式水力発電は環境への負荷が一般に小さい。しかし、その発電能力は川の流れに依存しており、日々の天気や季節的な天候の変化の影響を受けて大きく変動する。貯水式の水力発電は、洪水対策や柔軟な電力供給を目的とした水量の制御が可能であるだけでなく、干ばつ時の飲料水や灌漑水の供給といった安全保障も可能にする点で利点がある。
水力発電は、単位エネルギー生産当たりの温室効果ガス排出量が最も少ない水準のエネルギー源に位置付けられるが、その排出量の水準はプロジェクトによって非常に幅がある。最も排出量が多くなりがちなのは、熱帯地域に作られた巨大ダムである。ダムによって温室効果ガスが排出されるのは、生体物質が貯水池に沈んで分解される際に、二酸化炭素やメタンを放出するためである。また、森林破壊や気候変動によって、水力発電から得られるエネルギーは減少する可能性もある。場所によっては、巨大なダムの建造によって住民が移住を余儀なくされたり、地域環境に深刻な被害を及ぼす恐れがある。さらには、ダムが決壊すれば、多くの人が危険に晒されるリスクもある。

#### 地熱

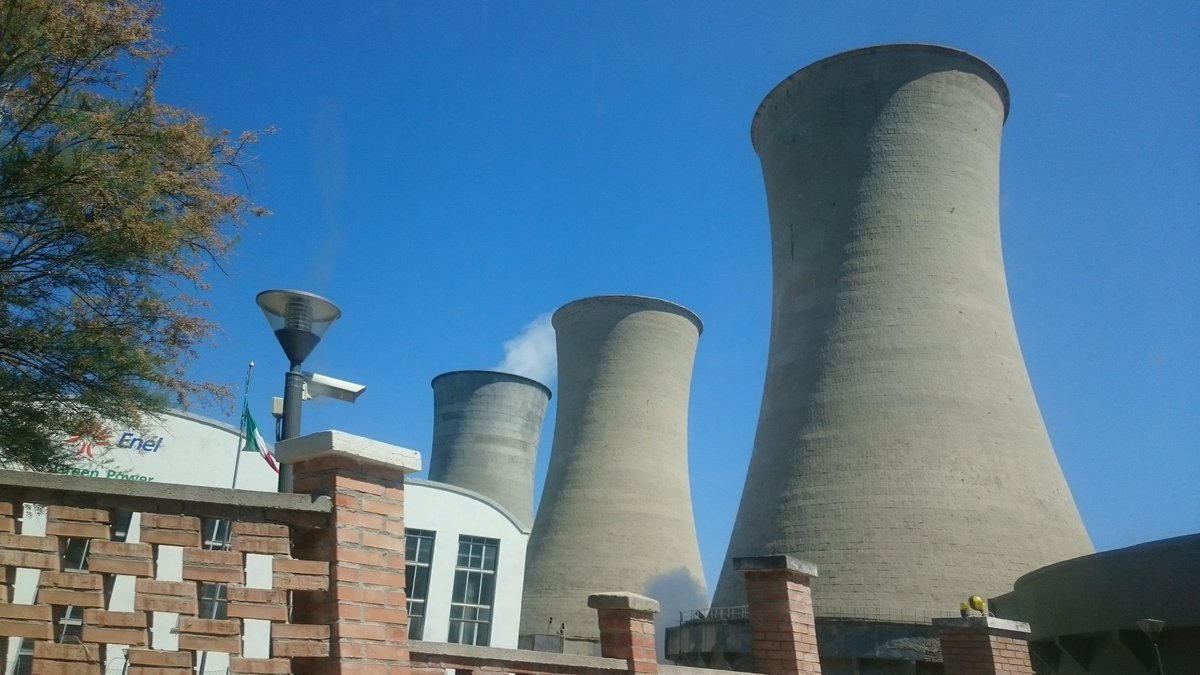
イタリアのラルデレロにある、地熱発電所の冷却塔

地熱エネルギーは、地下深くの熱を利用することで得られるエネルギー源で、発電や温水、暖房に利用される。地熱エネルギーの活用は、熱の抽出が経済的に実行できるような温度の高さや熱の流れ、透水性等の条件が揃っている地域に集中している。地熱発電は、地下の地熱貯留層で生成された蒸気から電力を生産している。2020年時点で、世界のエネルギー消費に占める地熱の利用の割合は、1%に満たない。
地熱エネルギーは、近接するより高温のエリアや天然放射性物質の崩壊により絶えずエネルギーが供給されるため、再生可能な資源である。平均すると、地熱発電の温室効果ガス排出量は、石炭発電と比較すると5%未満である。一方で、地熱エネルギーの活用には、地震を引き起こすリスクや、水質汚染を避けるための保全活動の必要性、有毒物質の排出といった課題もある。

#### バイオマス

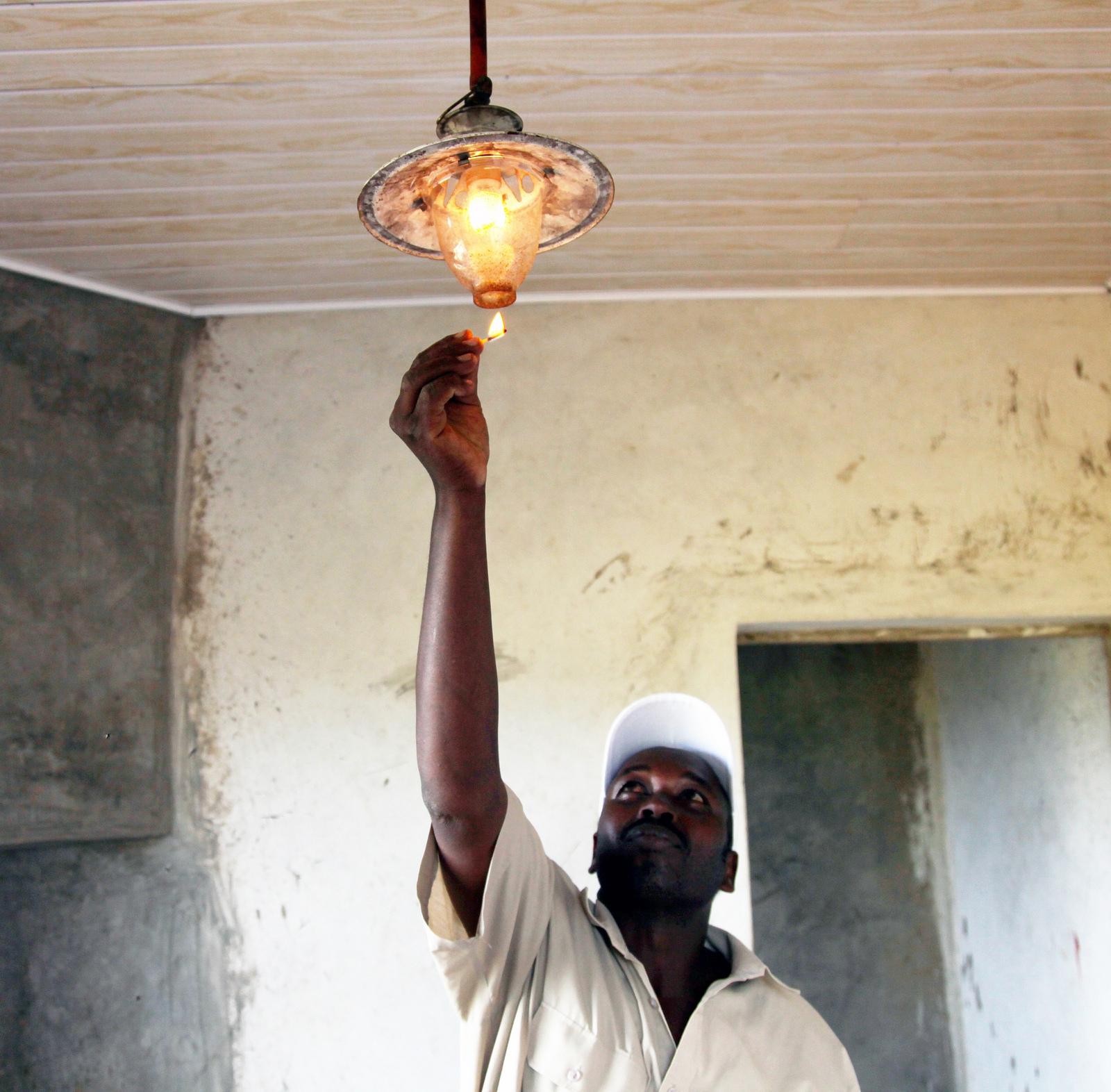
ケニアの酪農家がバイオガスランプに明かりをつけている。バイオマスから製造されるバイオガスは調理や照明に利用できる再生可能エネルギーである。

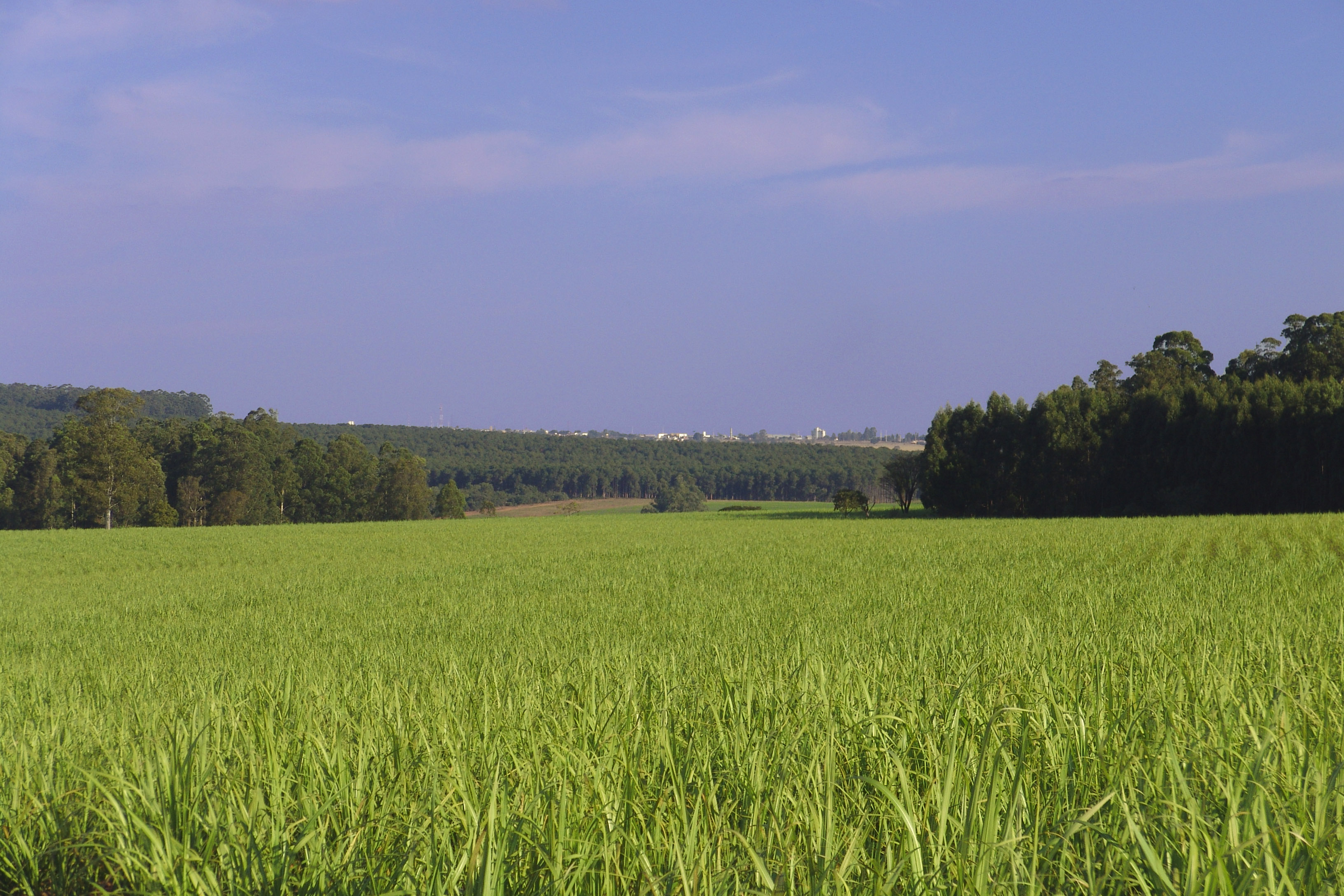
エタノール燃料を作るためのブラジルのサトウキビ畑。

バイオマスは、動植物由来の再生可能な有機原料である。バイオマスは、燃焼させることにより熱や電気を生産したり、バイオディーゼルやバイオマスエタノール等の、乗り物の動力源として利用できるバイオ燃料へ変換したりという形で利用される。
バイオマスエネルギーが環境に与える影響は、その製法や原料の産地によって大きく異なる。例えば、木材を燃やすと二酸化炭素が排出されるが、適切に手入れされた森林で新しい木に置き換えながら燃料として木材を利用するなら、新しい木が二酸化炭素を吸収するので、二酸化炭素の排出は大きく相殺できる。しかし、バイオエネルギー作物の栽培や育成には、生態系の破壊や土壌劣化、水や化学肥料の消費といった問題もある。
熱帯地域において伝統的な暖房や調理方法に使われる木材の約3分の1が、持続不可能な形で伐採されている。バイオエネルギーの原料の収穫や乾燥、輸送には大量のエネルギーを必要とするものもあり、これらの過程で消費するエネルギーは温室効果ガスを排出して生産されたエネルギーかもしれない。場合によっては、土地利用の変化や作物の生育、加工によって、化石燃料を利用するよりも多くのエネルギーを消費してしまうこともある。
バイオマス原料を育てるために農場を活用することで、食料と燃料の需給や相場にも影響を与えることがある。アメリカでは、ガソリンの約10%がトウモロコシ由来のエタノールに置き換わっているが、この需要を満たすのには収穫量の大部分を利用する必要がある。またマレーシアやインドネシアでは、バイオディーゼルに利用するためのパーム油を作るために森林伐採が進んだことにより、深刻な社会的・環境的な影響が生じた。これらの森林は、多様な生物種にとっての生息地であったり、二酸化炭素の吸収源であるためである。光合成は太陽光のエネルギーのごく一部しか活用できないため、バイオエネルギーによって一定量のエネルギーを生産するには、他の再生可能なエネルギー源と比較して大量の陸地面積を要する。
非食用の植物や廃棄物を原料とする第二世代バイオ燃料は、従来のバイオ燃料に対して食料生産との競合を抑えるものだが、一方で生態系の多様性を保全するのに重要な地域と競合したり、大気汚染が進んだりといったリスクとのトレードオフでもある。より持続可能なバイオマス資源としては、微細藻燃料や廃棄物、食料生産に適さない土壌で栽培した作物等が挙げられる。
二酸化炭素を回収、貯留する技術（CCS）は、バイオエネルギー発電所からの温室効果ガスの排出を回収するために使われることもある。この工程はBECCSとして知られており、大気中から二酸化炭素を除去することができる。しかし、BECCSはバイオマス原料の栽培や収穫、輸送の方法によっては、正味の排出量がプラスになってしまうこともある。一部の気候変動の緩和策で説明されているような規模でBECCS技術を実用するには、大量の農地を転換する必要がある。

#### 海洋エネルギー
海洋エネルギーは、エネルギー市場に占めるシェアが最も少ない部類のエネルギーである。具体的には、技術的にはかなり成熟しつつある潮力発電、まだ開発の初期段階に当たる波力発電、海洋温度差発電等が含まれる。海洋エネルギーを利用する世界のエネルギー生産量のうち、フランスと韓国の2箇所の潮力発電所だけで、9割を超える。単一の装置だけではほとんど海洋環境に影響を及ぼさないことがわかっているが、複数の装置を連結したときの影響についてはわかっていない。

### 再生可能でない資源

#### 化石燃料の転換
石炭から天然ガスへ転換することで、持続可能性の側面で恩恵を得られる。エネルギー生産において、単位エネルギーあたりの天然ガスのライフサイクルGHGは風力や原子力の約40倍にもなるものの
、石炭と比較すれば少ない。天然ガスを燃焼させたときの排出量を石炭と比較すると、発電に利用する場合は石炭の約半分で、熱生成のために利用する場合は石炭の約3分の2である。また、大気汚染の側面でも、石炭よりも天然ガスの方が影響が少ない。一方で、天然ガスはそれ自身が温室効果ガスでもあり、そのため輸送中や抽出中のガス漏れによる影響が、石炭から天然ガスへ移行する利点を消してしまうかもしれない。メタンの漏洩を抑える技術が広く利用できるようになっているが、実際には常に利用されているわけではない。
石炭から天然ガスに移行することで、短期的には排出量を削減でき、気候変動の抑制にも貢献できる。しかし、長期的にはネットゼロの達成には寄与しない。したがって、天然ガスのインフラ構築には今後何十年にもわたって温室効果ガスを排出する（カーボンロックイン）か、十分に投資分の利益を回収できる前に閉鎖するか（座礁資産）を選ぶ必要があるというリスクがある。
化石燃料やバイオマスを用いた発電所由来の温室効果ガスの排出は、CCS技術により大幅に削減できる可能性がある。ほとんどの研究が、CCSの導入により発電所から排出される二酸化炭素の85-90%を回収できるという仮定に基づいている。ただ、たとえ石炭火力発電所から排出される二酸化炭素の90%を回収したとしてもなお、単位エネルギー生産あたりの排出量では、原子力や風力、太陽のエネルギーを利用したエネルギー生産の何倍も大きい。また、CCSを導入した石炭火力発電所の効率はより低下するため、より多くの石炭が必要となり、結果として石炭の採掘や輸送による汚染が増大することもある。さらに、CCSは非常に高価で、地理的にも二酸化炭素の貯留に適した地質があるかどうかにコストが左右される。この技術の実用は非常に限定的で、2020年時点で世界の稼働中の大規模なCCS発電所は21箇所にとどまる。

#### 原子力発電

1985年以降、低炭素発電が総発電量に占める割合はわずかに増加したにすぎない。再生可能なエネルギーが導入されたことによる増分は、原子力発電の減少により相殺されている。

原子力発電は、低炭素なベースロード電源として1950年代から利用されている。原子力発電所は30カ国以上に存在し、世界の発電量の約10%を占める。2019年時点で、原子力発電による発電量は低炭素発電の発電量の4分の1以上を占めており、これは水力発電に次いで第2位である。
原子力発電において、ウランの採掘や処理を含めたライフサイクルGHGは、再生可能なエネルギーからのそれと同等である。単位エネルギーの生産あたりに必要な面積で見ると、主要な再生可能なエネルギー源に比べると少なく済む。さらには、原子力発電は周辺地域の大気汚染を低減するという利点もある。核分裂炉の燃料として用いられるウラン鉱は再生可能な資源ではないものの、今後数百年から数千年にかけての需要を満たすのには十分な埋蔵量がある。ただし、経済的に実現可能な方法で利用できるウラン資源は現時点では限られており、原子力発電の利用が拡大する段階においてその需要に供給が追いつかない可能性はある。なお、気候変動の抑制を目指すうえで、かなり意欲的な目標を目指す場合には、原子力発電の拡大が見込まれることが多い。
原子力発電が持続可能であるかについては、放射性廃棄物や核拡散、原子力事故などの観点から様々な議論がある。放射性廃棄物は数千年にわたって管理する必要があるし、原子力発電所によって生成される核分裂性物質は、武器にも転用可能である。原子力事故や汚染の観点では、単位エネルギーの生産あたりの事故や汚染による死者は、化石燃料に由来するそれらよりもはるかに少ないし、これまでの死亡率は再生可能なエネルギー源にも匹敵する。とはいえ、原子力エネルギーの活用は人々の反発を招くこともあり、原子力発電所の設置は政治的に困難なことも多い。
原子力発電所の新設にかかる費用や所要時間の短縮は数十年来の目標であるが、依然としてコストは高止まりし、その時間スケールも長い。従来の原子力発電所の欠点に対処するために、様々な新しい形の原子力エネルギーの開発が進展中である。高速増殖炉は使用済み核燃料の再利用を可能にするもので、通常地層処分が必要な廃棄物を大幅に削減できるが、大規模かつ商業ベースでの導入例はない。
トリウムを用いる原子力発電は、ウランの供給量が少ない国々にとっては、エネルギー安全保障の面でよりよい選択肢になりうる。小型モジュール炉は、より速く建設できる点やモジュール化することで実用の中でコスト削減を図れる点などで、現在の大型の原子炉よりも有利となる可能性がある。
いくつかの国は、より放射性廃棄物が少なく爆発事故のリスクもない、核融合炉の開発に取り組んでいる。核融合技術は研究段階にあり、商業化まで進展するには10年単位の時間がかかると見込まれているため、地球温暖化対策として2050年までにネットゼロを目指す目標には寄与しないと考えられている。

## エネルギー転換

ブルームバーグNEFは2022年の報告で、世界のエネルギー転換分野への投資がはじめて化石燃料分野への投資と等しくなったとした。

### 世界のエネルギーの脱炭素化
地球温暖化を2 °C (3.6 °F)以内に抑えるという目標の達成に求められる排出量の削減には、エネルギーの生産から分配、貯蔵、消費に至るまで、システム全体にわたっての変革が不可欠である。社会があるエネルギーを他のエネルギーに変えるためには、エネルギーに関する様々な技術や行動を変えなければならない。例えば、車のエネルギー源を石油から太陽に変えるには、太陽光発電であったり、ソーラーパネルの出力変動や可変バッテリー充電器の導入、全体的な需要の増加に対応できるような送電網の改修であったり、電気自動車の広がりであったり、電気自動車を充電するためのネットワークや修理工場の増加など、様々な技術・サービス・行動様式が要求される。
多くの地球温暖化対策において、低炭素なエネルギーシステムには以下の3つの側面があるべきだと提案されている。
- 発電の際に低排出エネルギー源を利用する
- 電化 - 化石燃料等を直接燃やす代わりに、電気の利用を増やす
- エネルギー効率化手法の利用の加速

エネルギー集約型の技術や工程の中には、航空や船舶、製鉄など、電化が困難なものもある。そのような分野でも排出量を削減するための選択肢がいくつかあり、例えばバイオ燃料やカーボンニュートラルな合成燃料は、化石燃料を燃焼させる前提の車両の動力源になる。しかし、バイオ燃料は必要な量を継続的には生産できておらず、合成燃料は非常に高価である。特に有力な電化の代替手段としては、持続可能な方法で製造された水素燃料が挙げられる。
世界のエネルギーシステムを完全に脱炭素化するには数十年かかると予測されているが、その達成には抜本的な新技術は必要ではなく、既存技術の延長線で済むとされている。とはいえ、2050年までのネットゼロを求めるIEAの提案では、必要な排出削減量のうち35%にあたる部分が、2023年時点で開発段階の技術に依存している。中でも比較的成熟していない分野としては、バッテリーやカーボンニュートラル燃料の製造工程等がある。これら新たな技術の拡大には、研究開発や技術デモ、実用化を通じたコスト削減が必要不可欠である。
ゼロカーボンエネルギーシステムへの転換は、人間の健康にも大きなメリットがある。WHOは地球温暖化を1.5 °C (2.7 °F)以内に抑える取り組みにより、大気汚染の削減だけでも毎年数百万人の命を守ることができると推定されている。良い計画や管理によって、気候変動の目標を達成するのと同時に、2030年までに世界の人々に地方の電化やクリーンな調理を実現することができる。歴史的に、石炭の利用を通じて急速な経済発展を遂げてきた国もある。しかし、十分な国際的な投資や知識・技術の移転が行われるなら、多くの貧困国や地域にも、再生可能なエネルギーに基づくエネルギーシステムを開発することで化石燃料への依存を飛び越えるチャンスが残されている。

### 変動性エネルギー源の統合

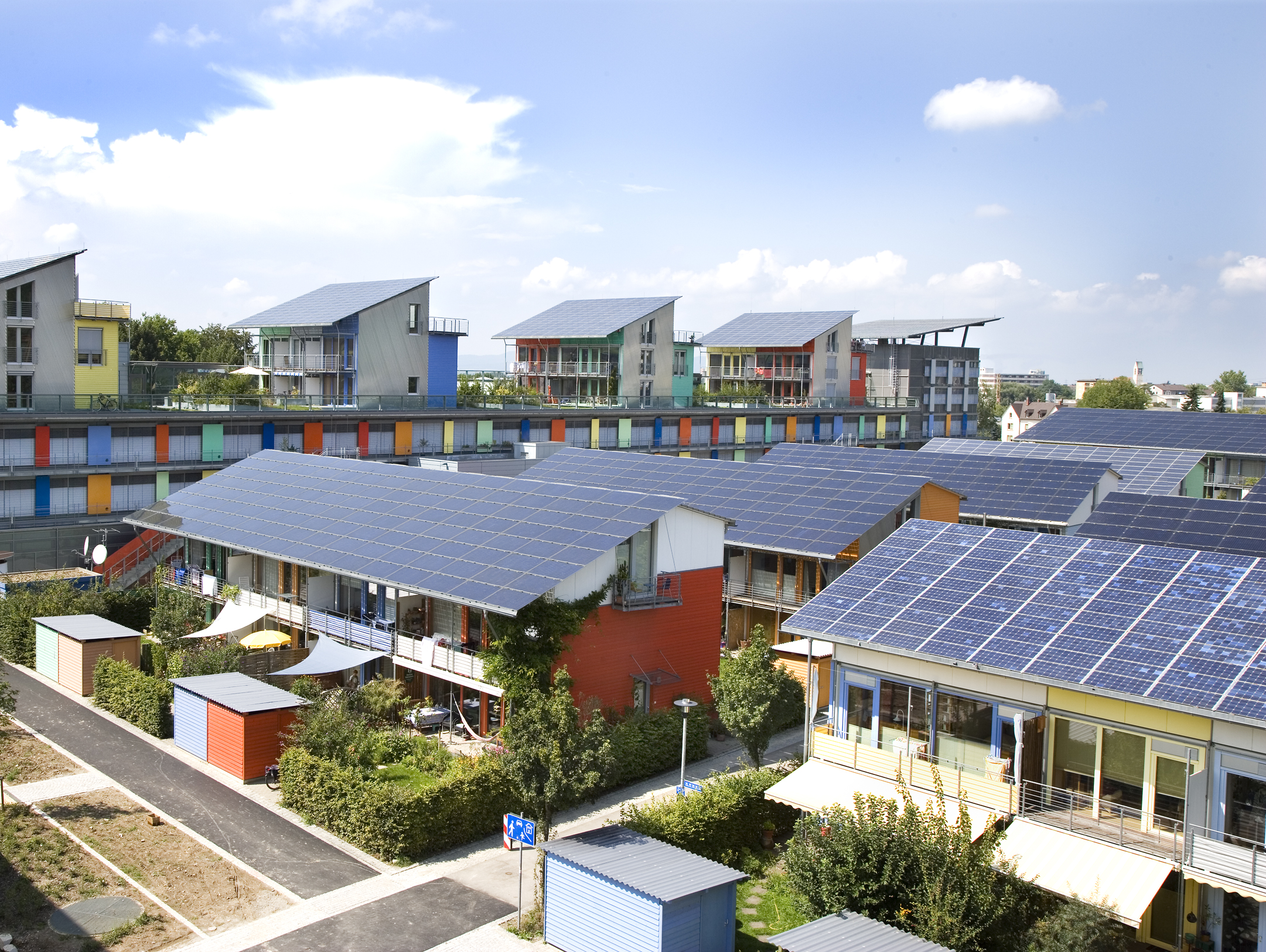
ドイツのシュリアベルクのソーラーセツルメントの建物群。この地域では消費量よりも多くのエネルギーを生産している。屋根の上にはソーラーパネルが埋め込まれており、最大限高いエネルギー効率で稼働するように建てられている。

風力や太陽光といった変動性のある再生可能エネルギーから信頼性の高い電力を提供するためには、電力システムの柔軟性が必要である。ほとんどの送電網は、石炭火力発電のような途切れることのないエネルギーのために構築されてきた。より多くの太陽光や風力による発電量を送電網に取り込むにあたり、需要に合わせた電力供給を確保できるようなエネルギーシステムに変える必要がある。2019年時点で、これらの変動性のエネルギー源による発電量は世界の8.5%を占めており、その割合は急速に拡大している。
電力系統の柔軟性を高める方法は様々である。多くの場所では、風力や太陽光による発電は日々の変動や季節の変動に合わせて相補的な役割を果たしており、例えば夜間や冬など太陽光発電の出力が低いタイミングには、風力発電の発電量がより多くなる。また、地理的に異なる地域同士を長距離の送電線で接続することで、変動の影響をさらに抑えることができる。エネルギー需要管理やスマートグリッドを通して、エネルギー需要が高まるタイミングを時間的にコントロールし、エネルギー生産量が最も高まるタイミングに合わせることができたり、過剰に生産したエネルギーを必要なときに供給することができる。さらなる柔軟性を確保するには、セクターカップリングと呼ばれる、P2Xシステムや電気自動車を介して、電力領域と熱やモビリティの領域を結合することも考えられる。
風力発電や太陽光発電の余剰を用意しておくことで、悪天候下でも十分な量の電力を供給することができる。最適な天候下においては、過剰な電力を使用したり貯蔵したりできないなら、出力を調整する必要があるかもしれない。最終的な需給の調整は、水力やバイオエネルギー、天然ガス等の出力調整可能な発電でカバーしてもよい。

#### エネルギーの貯蔵

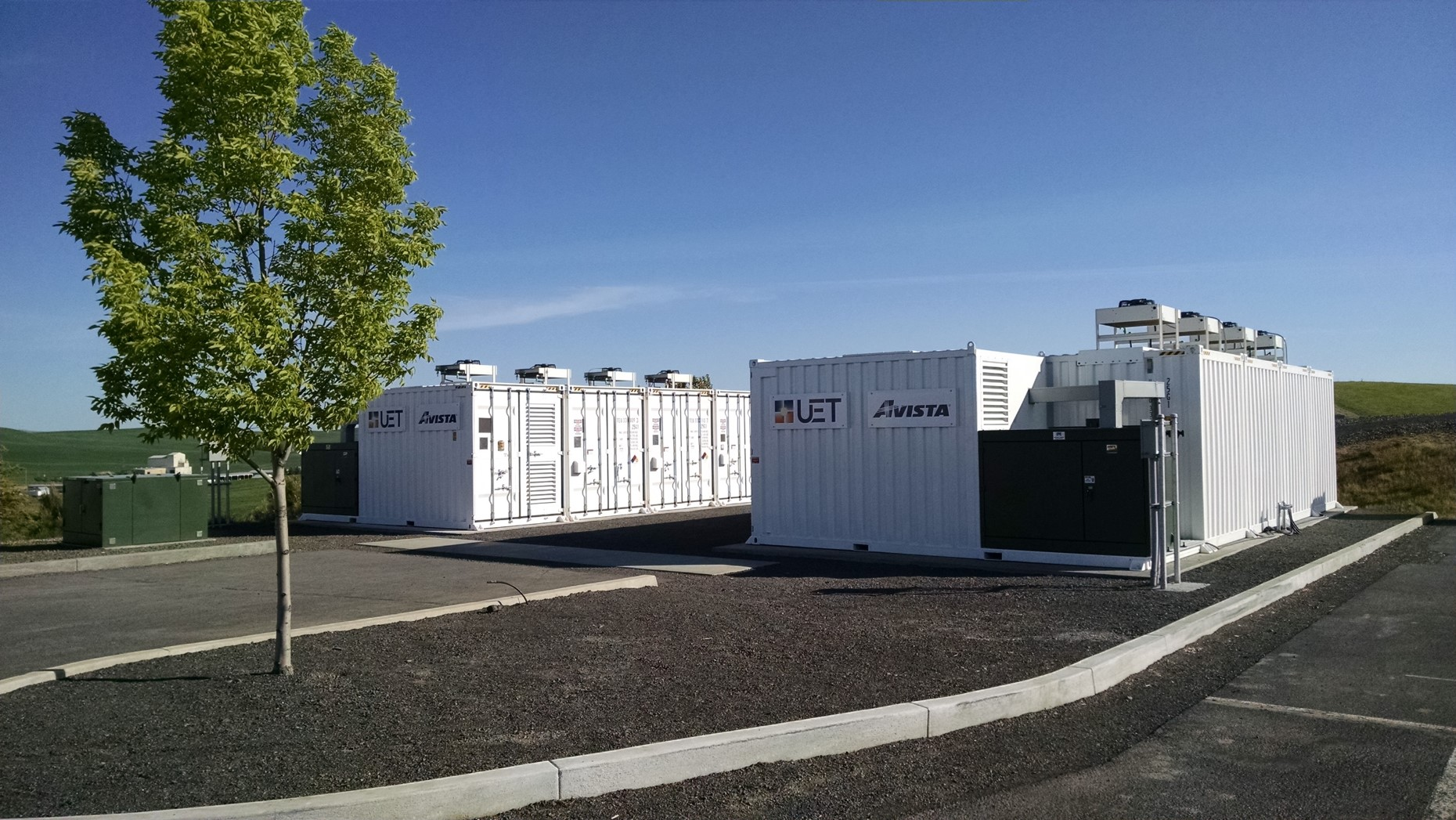
バッテリー保管施設

エネルギーの貯蔵は、供給が断続的になる再生可能エネルギーの障壁の克服に有用で、持続可能なエネルギーシステムの重要な一側面でもある。最も一般的に使われていて容易に利用できる貯蔵技術は揚水発電であり、揚水発電は高低差がありなおかつ水場が近い立地を必要とする。特にリチウムイオンバッテリーを代表とするバッテリー貯蔵もまた、広く活用されている。通常バッテリーは短期間しか電気を貯蔵できないが、より長期にわたって保存できる十分な容量を持つバッテリー技術の研究も進展中である。
実用規模のバッテリーのコストは、アメリカでは2015年比で7割程度に減少しているが、それでもなおそのコストや低いエネルギー密度が理由で、多様なエネルギー生産において季節間レベルのバランスを取るのに必要な、超大規模なエネルギー貯蔵を目的とするものは依然として実用段階にない。数か月レベルの利用に堪える容量を備えた揚水発電所やPower-to-gas施設も、数か所で設置されている。

### 電化

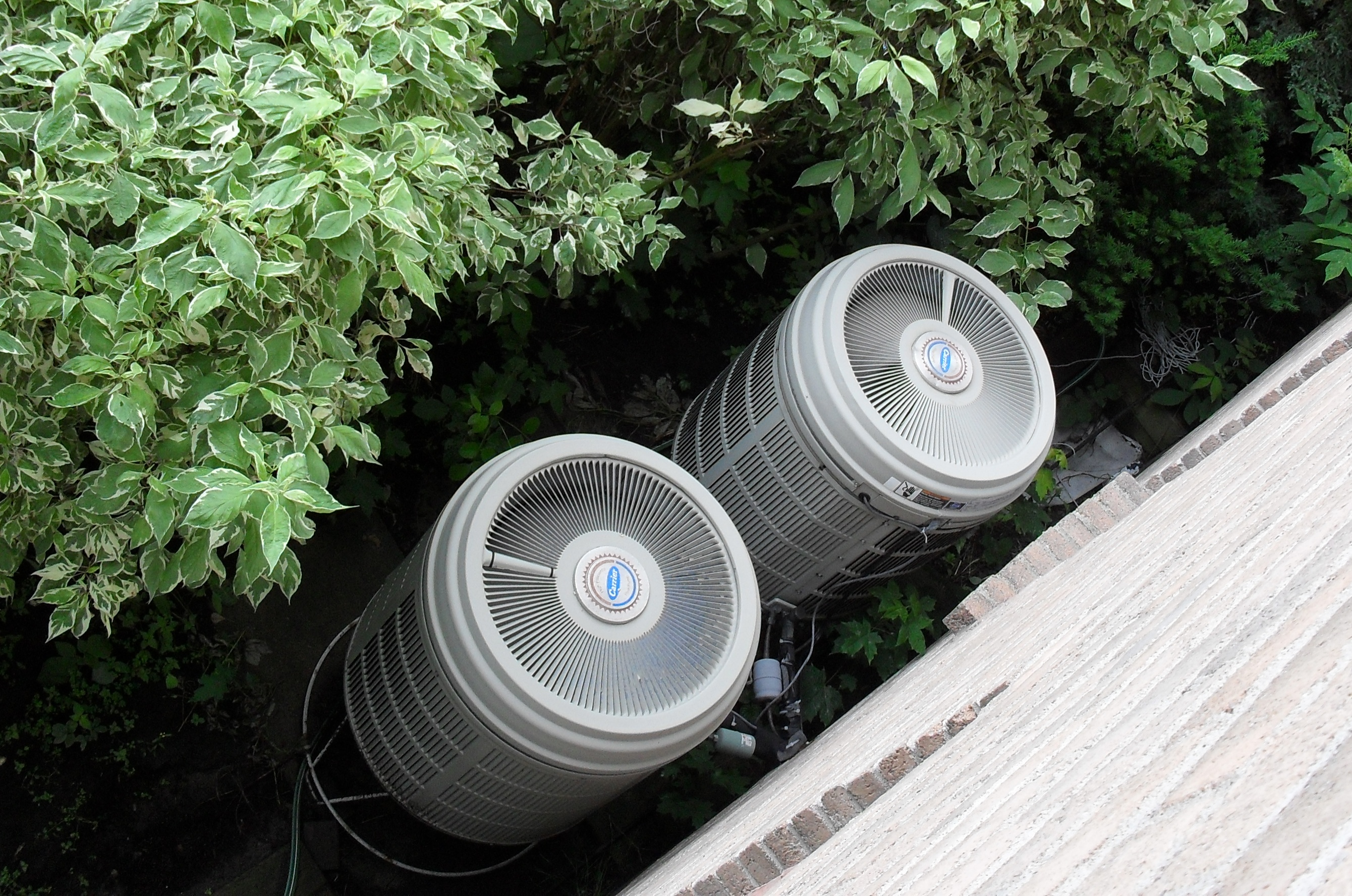
ヒートポンプの屋外部分。石油やガスを利用するボイラーとは対照的に、ヒートポンプは電気を利用しており、効率性が高い。そのため、熱源を電化することで排出量をかなり削減できる。

エネルギーシステムの他の部分と比べると、電力部門の排出量はかなり速く削減できる可能性がある。2019年時点で、世界の発電量の37%は低炭素エネルギー源（再生可能なエネルギー源や原子力）によるものである。残りの発電量は、化石燃料、中でも石炭が占める。温室効果ガスの排出量を削減する、最も容易かつ速い方法の一つは、石炭火力発電を段階的に廃止し、代わりに再生可能な発電を増やすことである。
多くの気候変動緩和パスでは、暖房や交通のために化石燃料を直接燃やす代わりに電気を利用する、大規模な電化が想定されている。特に意欲的な地球温暖化対策に向けた政策では、最終消費エネルギーに占める電力の割合を、2020年時点の20%から2050年までに倍増させるとしている。
世界中が普遍的に電気を利用できるようにするにあたっての課題の一つは、地方部に電力を届けることである。村落に電力を供給するのに十分な小規模な太陽光発電・蓄電設備のような、オフグリッドやミニグリッドシステムは重要な解決策である。信頼性の高い電力供給が幅広くなされることで、発展途上国で一般に使われている灯油ランプやディーゼル発電器等の利用は減ると考えられる。
再生可能な電力を発電、蓄電するインフラは、バッテリーならばコバルトやチタン、ソーラーパネルならば銅といった鉱物や金属を必要とする。もしこれら製品のライフサイクルをうまく設計できるのであれば、リサイクルによって需要の一部を賄うことができる。それでも、ネットゼロを達成するには17種類の金属や鉱物の採掘量を大幅に増やさなければならない。また、これら原料の一部は、少数の国や企業によって独占されていることもあり、地政学的リスクが増大している。例えば、世界のコバルトの生産量のうちのほとんどを、コンゴ民主共和国が占めているが、この国は政治的に不安定であり、採掘に人権侵害のリスクが生じることも多い。原料の生産を地理的に分散させることで、サプライチェーンがより弾力的になる可能性がある。

### 水素
水素はエネルギーの文脈では、温室効果ガスを削減できる可能性を秘めるエネルギーキャリアとして、広く議論されている。このためには、より安価でエネルギー効率の高い地球温暖化対策となる代替策が限られている分野や使い道に十分な量を供給できるだけの水素を、クリーンにかつ継続的に生産することが求められる。これらの使い道には、重工業や長距離輸送が含まれる。
水素は、燃料電池のエネルギー源として使って電気を生産したり、燃焼により熱を生成できる。燃料電池で水素を消費しても、排出されるのは水蒸気に限られる。一方で水素を燃焼させると、有害な窒素酸化物が生成されることもある。水素に関するライフサイクル中の温室効果ガス排出は、水素の生産方法に依存する。現在の世界中の水素の生産のほぼすべてが、化石燃料から生産されている。
水素の主な製法は水蒸気改質であり、天然ガスの主な構成要素であるメタンと水蒸気の化学反応により水素を生産する。この工程を通して、1トンの水素を生産するのに6.6-9.3トンの二酸化炭素を排出する。二酸化炭素貯留技術（CCS）により排出のうち大部分を除去できるが、天然ガスから水素を生産する際の全体のカーボンフットプリントを解析・評価するのは2021年時点では難しく、その原因は天然ガス自体の採掘・輸送時などに発生する、大気中のメタンの漏れ出しなどを含む排出があるためである。
電気は水の分解に使うことができ、電気が持続可能な発電方法によるならば生産された水素も持続可能である。しかし、この電気分解により水素を生産する方法は、CCSなしでメタンから水素を生産する方法に比べると高価であり、また本質的にエネルギー変換の効率も低い。水素は再生可能な発電の余剰で生産することもでき、それらは貯蔵して熱を生成したり再度電気に変換したりすることができる。さらに、グリーンアンモニアやグリーンメタノールのような液体燃料にも変換することができる。水の電気分解にイノベーションが起これば、よりコスト競争力のある方法で電気から水素を大量に生産できるようになる可能性がある。
水素燃料は、鉄鋼やセメント、ガラス、化学薬品などの大量生産に必要な高温の熱を生成することができるため、製鉄向けのアーク炉のような他の技術とあわせて、産業分野の脱炭素化に寄与する。製鉄向けには、水素はクリーンなエネルギーキャリアとして機能するとともに、石炭由来であるコークスに代わる低炭素触媒としても機能する。輸送の脱炭素化に使われる水素の大きな利用先としては、船舶や航空、それらに比べると少ないが大型貨物車両等が見込まれる。乗用車を含む小型車両における水素を燃料とするものは、特に電気自動車の普及率が比較対象になるが、他の代替燃料自動車には遠く及ばず、将来的にも小型車両の脱炭素化において大きな役割を果たすことはないかもしれない。
エネルギーキャリアとしての水素の欠点は、水素の爆発性の高さや他の燃料と比べて体積が大きい点、輸送に用いるパイプの老朽化を早める傾向などにより、貯蔵や配送のコストが高くなることである。

### エネルギーを利用する技術

#### 交通

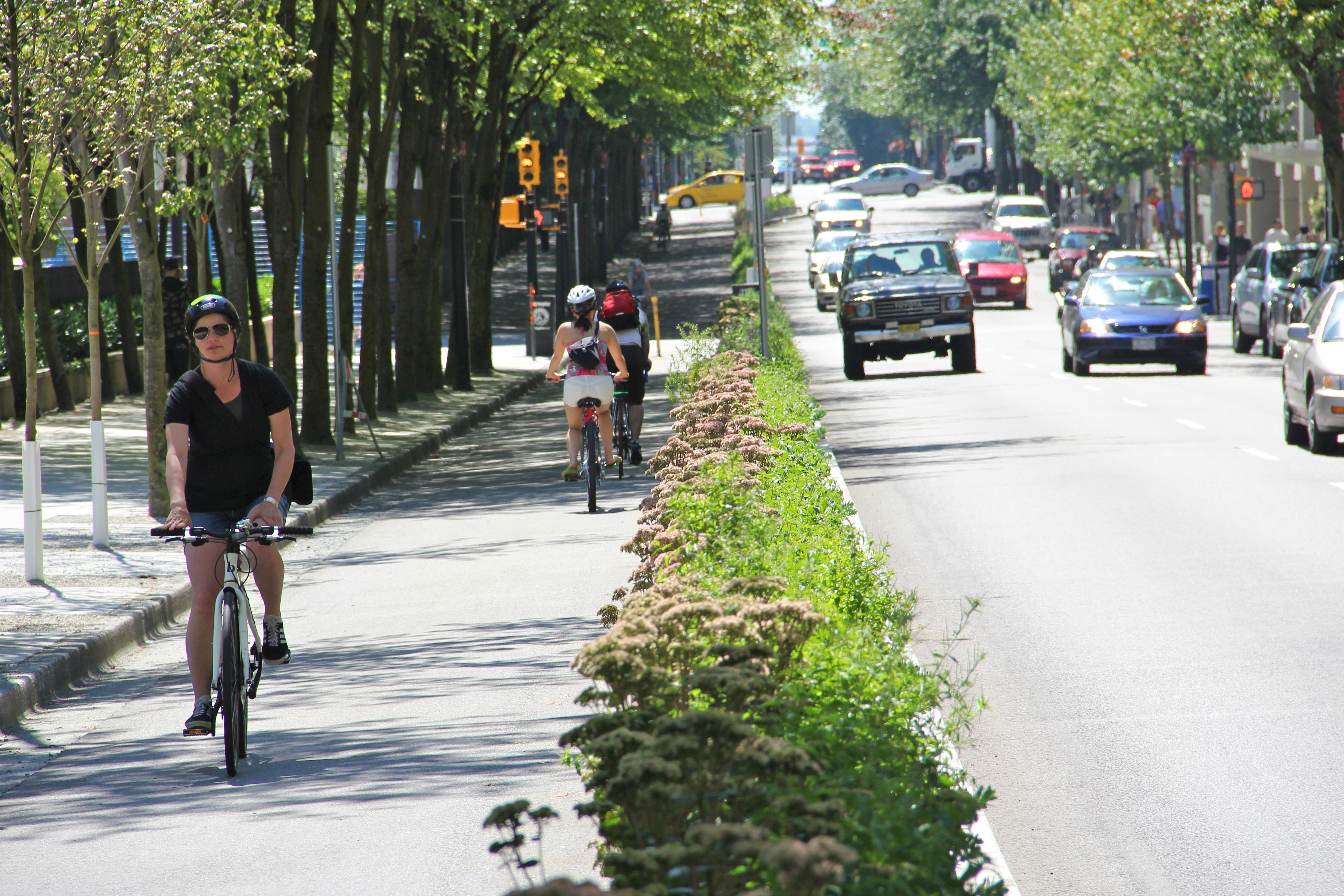
カナダのバンクーバーの自転車レーン。このように日常の自転車移動を支援するインフラを構築することで持続可能な交通を促進できる。

交通は、世界の温室効果ガス排出量の14%を占めているが、交通の持続可能性を高める方法がいくつもある。一般に電車やバスは一度に大量の乗客を運べるため、公共交通機関は個人で移動するよりも乗客一人あたりの温室効果ガス排出量が少ない。また、短距離のフライトを高速鉄道で代替することで、特に電化されている場合はエネルギー効率が高くなる。他にも、特に都市部において、自転車や徒歩のようなモーターに依存しない移動手段を奨励することで、移動をよりクリーンにかつ健康的なものにできる。
車のエネルギー効率は年々向上しているが、それでもなお電気自動車への移行は大気汚染の減少や交通の脱炭素化に向けた重要なステップである。交通に由来する大気汚染の大部分が、道路の粉塵や摩耗したタイヤやブレーキパッドに由来する粒子状物質から構成される。これらの排気ガス以外からの汚染を大幅に減らすには、電化以外の取り組みが必要になる。具体的には、車両の軽量化や走行距離を短くするなどの対策が挙げられる。世界の二酸化炭素排出量の約25%が依然として交通部門に由来している。
長距離貨物の陸送や空輸は、長距離の運行に必要なバッテリーの重量や充電にかかる時間の長さ、バッテリーの寿命の短さなどの理由により、現代の技術では電化が難しい部門である。利用できるのであれば、一般には船舶による海上輸送や鉄道による輸送が、車両や航空機を使うよりも持続可能性が高い傾向にある。貨物自動車のようなより大型の乗り物については、水素自動車も選択肢の一つである。船舶や航空における排出量を削減するための技術の多くが、未だ開発の初期段階にあるが、中でもアンモニアは船舶の燃料の候補として期待がある。また、燃料の製造時に発生する温室効果ガスを貯留できるなら、航空バイオ燃料はバイオエネルギーの有力な利用用途の一つになる可能性がある。

#### 建造物
建造物の内部やその建築に使われるエネルギーの割合は、全体の3分の1を超える。建物の暖房について、化石燃料やバイオマスを燃焼させるのに代わる手段としては、ヒートポンプや電気ストーブによる電化や、地熱、廃熱の再使用、季節間熱エネルギー貯蔵等がある。ヒートポンプは単体で冷暖房の両方ともの機能を備える。IEAは、ヒートポンプが、室内や水を温める世界の需要のうち9割以上を満たせると推計している。
建物を暖房する効率性の高い方法として、地域熱供給と呼ばれる、熱を一箇所で生成しその熱を断熱パイプを通して複数の建物に配送するものがある。伝統的に、ほとんどの地域熱供給には化石燃料が用いられてきているが、現代的なコールドディストリクトヒーティングシステムは、再生可能エネルギーを高い割合で活用できるように設計されている。

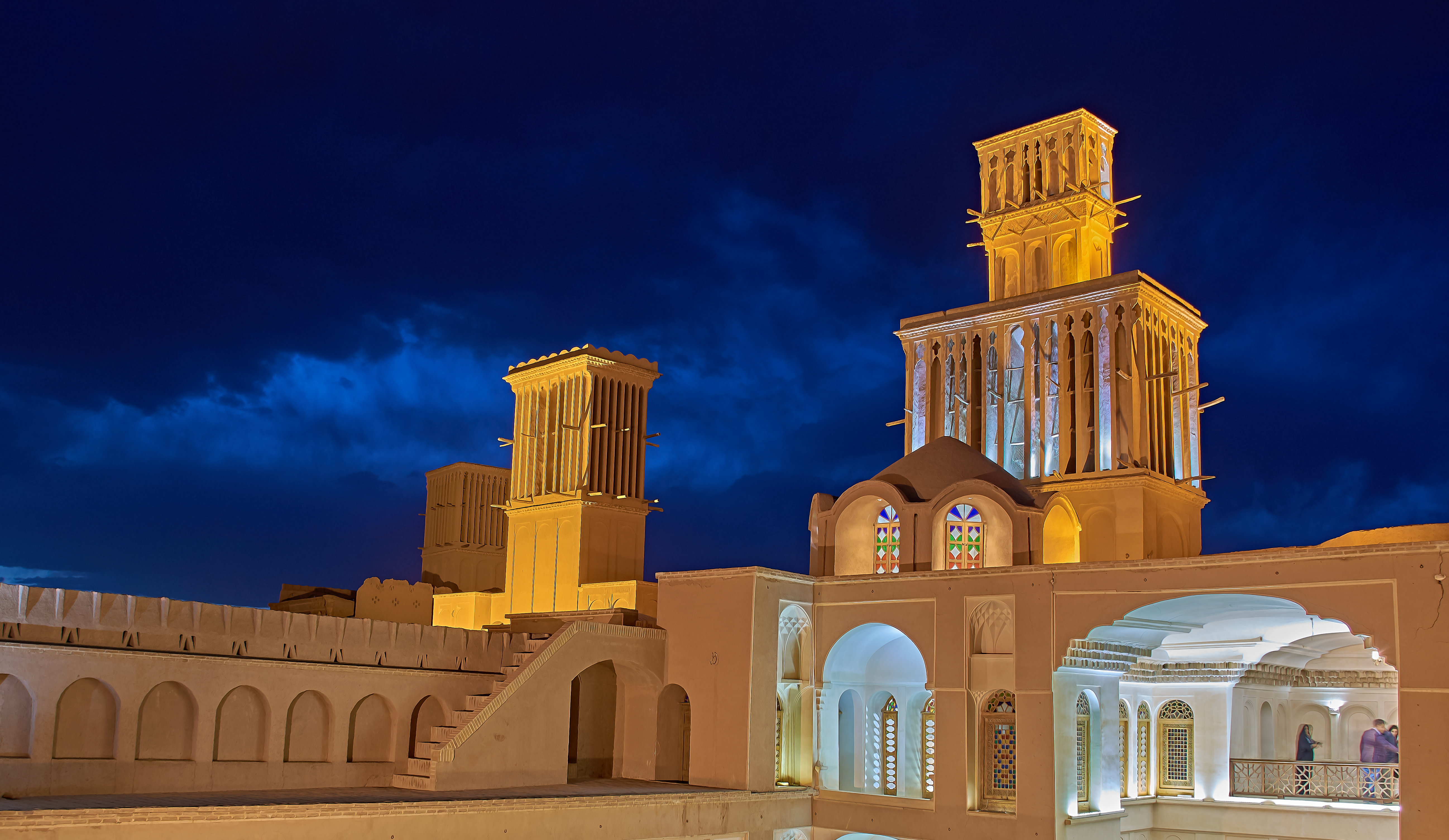
画像はイランのバードギール。このようなパッシブクーリング設備は、エネルギーを消費することなく建物に冷風を送り込める。

建物の冷房は、パッシブデザインやヒートアイランド現象を最小限に抑える都市計画、管を送水される冷水で複数の建物を冷房する地域冷房等によって、より効率化できる。空調には大量の電気が必要で、貧困家庭にとっては必ずしも手頃に利用できるとは限らない。気候変動への影響が少ない冷媒だけを使うことを課すキガリ改正を批准していない国もあるため、温室効果ガスを冷媒として使用している空調機器もいまだに存在する。

#### 調理

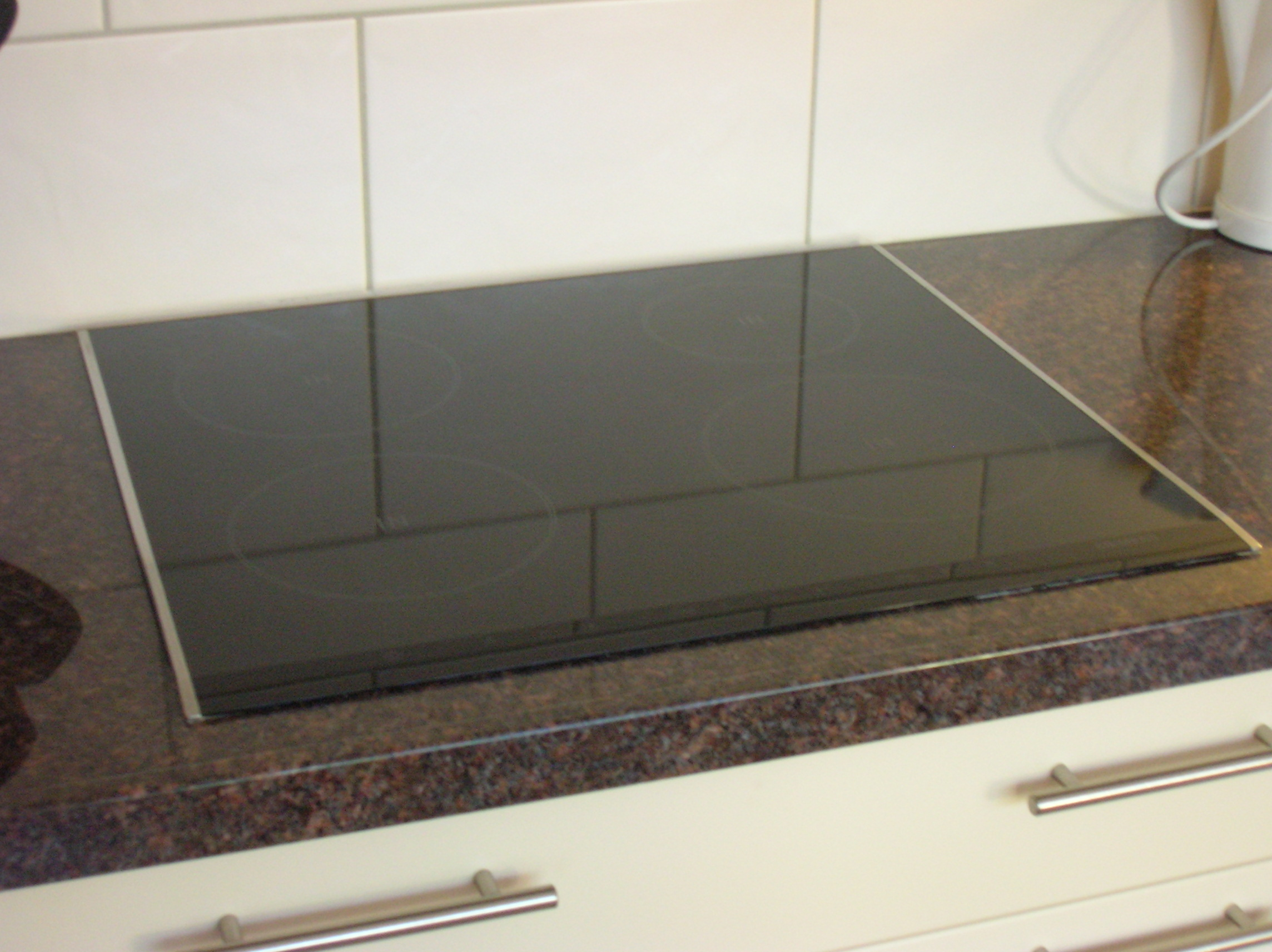
調理において、電磁調理器は最もエネルギー効率が高くかつ安全な選択肢の一つである。

多くの人々がエネルギー貧困に喘いでいる発展途上国では、しばしば調理に薪や動物の糞のような汚染源となる燃料が使われる。これらの燃料を利用して行う調理は、有害な煙を発したり、森林破壊につながる伐採のために、一般に持続可能性が低い。既に先進国では普及しているが、世界的にクリーンな調理設備が広まることで、気候に与える悪影響が最小化できるだけでなく、人々の健康も飛躍的に増進するだろう。屋内での煤の発生量が少ない調理設備等のクリーンな調理設備は、天然ガスや液化石油ガス、電気をエネルギー源として使用することが多い。バイオガスも場合によっては選択肢になり得る。従来型の調理ストーブよりも効率的にバイオマスを燃焼させられる改良型調理ストーブは、クリーンな調理への移行が難しい場合には暫定的な対策になる。

#### 産業
世界のエネルギーの3分の1以上が産業分野で消費されている。そのエネルギー消費の殆どが、熱プロセスにおけるものであり、熱の生成や乾燥、冷蔵等が含まれる。産業分野における再生可能エネルギーの占める割合は2017年時点で14.5%であり、そのほとんどがバイオエネルギーや電気から作られる低温熱である。再生可能エネルギーから得られる出力では200 °C (390 °F)以上の熱を発生させるのに限界があるため、産業の中でも最もエネルギー集約的な分野で、特に再生可能エネルギーの占める割合は低い。
工業的なプロセスの中には、温室効果ガスの排出をなくすために、まだ大規模に構築・運用されていない技術の商業化が必要になるものもある。例えば製鉄においては、コークスと呼ばれる高温の熱を発生させるとともにそれ自身も鋼の成分となる、石炭由来の原料を伝統的に使用してきたため、電化が困難である。プラスチックやセメント、合成肥料の生産も、大量のエネルギーを利用するため、脱炭素化の可能性が限定されてしまう。サーキュラーエコノミーへの転換により、リサイクルを増やすことによって原材料を新たに採掘・生成するよりもエネルギー消費を抑えられるため、産業の持続可能性をより高めることができる。

## 政策
エネルギーシステムの転換を奨励するためによく練られた政策により、温室効果ガスの削減や大気汚染の改善が見込めるとともに、多くの場合でエネルギー安全保障を高めたり、エネルギー面の財政負担を抑えることができる。
エネルギー利用における持続可能性の向上を促すために、1970年代頃から環境規制がされるようになった。国によっては石炭火力発電所の段階的な廃止を達成する時期を定めたり、新たな化石燃料の探査を行わないことを約束している。また、新車が温室効果ガスの排出量が0になるよう規制したり、新たな建築物の暖房をガスではなく電気で行うよう規制している国・自治体もある。数か国で導入されているRPS制度は、電力会社に再生可能資源からの発電割合を増やすことを義務付けるものである。
政府は、長距離送電線やスマートグリッド、水素のパイプライン等のインフラの開発を進めることによって、エネルギーシステムの転換を加速できる。交通の面では、適切なインフラとインセンティブがあれば、人々の移動をより効率的に、かつ車への依存度を下げることができる。また、都市計画によってスプロール現象を抑えることで、生活の質を向上させつつ、地域の建物や交通でのエネルギー使用量を削減できる。研究開発への政府資金の提供や政府調達、またそうした技術へのインセンティブを与えるような政策が、これまで太陽電池やリチウム電池といったクリーンエネルギーの技術の開発や成熟に重要な役割を果たしてきた。2050年までにネットゼロを達成するIEAのシナリオでは、多様な新しい技術を実証実験の段階に乗せたり、導入を促したりするために、公的資金をますます投入していく必要がある。

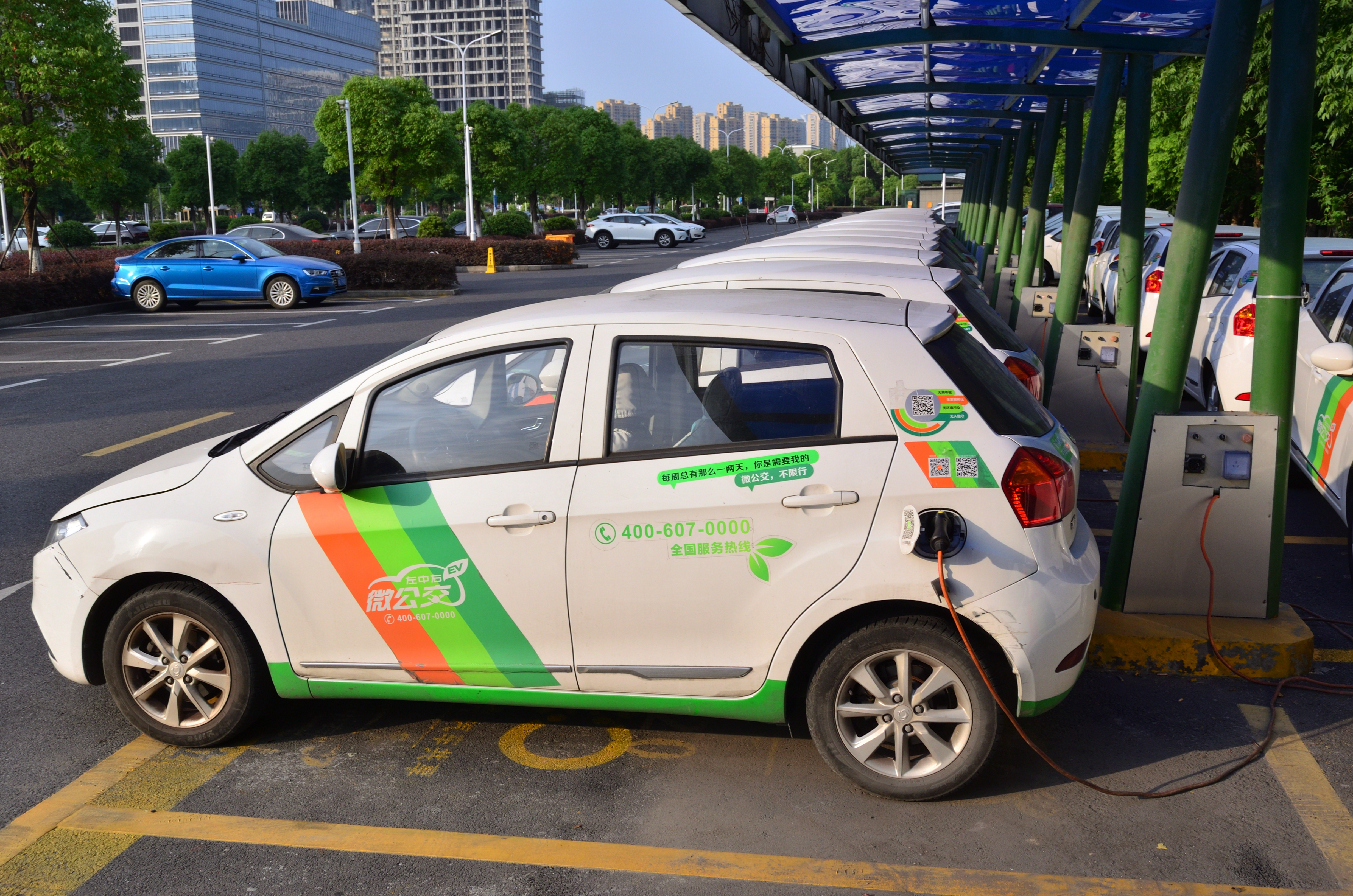
EUやいくつかの国では、全ての新車をゼロエミッション車にするとしてその時期を公約している。

二酸化炭素の排出量に課税する炭素税等のカーボンプライシングにより、産業界や消費者に排出量を削減するインセンティブとともに、それを選択する手段を与えられる。例えば、低炭素エネルギー源に移行したり、エネルギー効率を高めたり、エネルギー集約的な製品やサービスの利用を減らしたり等が挙げられる。カーボンプライシングは強い政治的な反発を受けることもある一方、直接的な規制政策はそのコストが有権者からは見えづらいこともあり、政治的に安全な傾向にある。ほとんどの研究が、地球温暖化を1.5 °C (34.7 °F)以内に抑えるには、カーボンプライシングに加えて他にも厳格なエネルギー関連政策が必要だと述べている。
2019年時点で、ほとんどの地域で炭素価格が低すぎることによりパリ協定の目標を達成できないと考えられている。炭素税は、他の税金を引き下げたり、低所得世帯のエネルギー利用を支援したりする原資にできる。EUやイギリス等、国境炭素税の導入を検討している国もある。これは、国内の炭素価格が適用される産業の競争力を維持するために、温暖化対策が厳格でない国からの輸入品に関税をかけるものである。
2020年時点で、政策改善の規模やペースは、パリ協定の目標を達成するのに必要なレベルを相当下回っている。国内の政策に加えて国際協力をさらに増進することが、貧しい国が完全にエネルギーを利用できるような持続可能な方法を確立するのを支援することやイノベーションを加速するのに必要である。
各国政府は、雇用の創出のために再生可能エネルギーを支援することもあり得る。国際労働機関の予測によると、地球温暖化を2 °C (36 °F)以内に抑えるよう務めることで、ほとんどの経済分野で雇用が創出できる。この予測では、再生可能な発電や建物のエネルギー効率の向上、乗り物の電動化等の分野で、2030年までに2400万人分の雇用が生まれるとしている。一方で、鉱業や化石燃料の分野では、600万人の雇用が失われるとしている。政府は、化石燃料産業に依存する地域や労働者に公正な移行を約束したり、代わりの雇用機会や手当を保証することによって、持続可能なエネルギーへの転換をより政治的かつ社会的に実現可能なものにできる。

## 金融

再生エネルギー革命への投資の中でも、交通の電化と再生可能エネルギーが特に重要な分野である。

エネルギー革命の前提条件となるのは、イノベーションや投資のための十分な資金調達ができることである。IPCCは地球温暖化を1.5 °C (34.7 °F)に抑えるためには、2016年から2035年にかけて、毎年約2.4兆ドルのエネルギーシステムへの投資が必要になると想定している。この金額は世界のGDPの2.5%にあたるが、ほとんどの研究・調査では、これらの投資によって得られる経済的・健康的な恩恵の方がより大きいと予測している。IPCCは、低炭素エネルギー技術やエネルギー効率への毎年の投資を、2015年比で2050年までに6倍以上にする必要があるとしている。しかし投資の不足は、民間部門にとっては魅力がない後発開発途上国で特に深刻である。
気候変動に関する国際連合枠組条約の試算によると、2016年時点の気候ファイナンスの総額は約6810億ドルとされている。このうちのほとんどが、民間部門の再生可能エネルギーの開発やエネルギーの効率化、公的部門の持続可能な交通に向けた投資である。パリ協定では、地球温暖化対策のために、先進国から発展途上国に対してさらに年間1000億ドル規模の資金投入を行うと公約している。しかしこの目標は達成されておらず、不透明な会計規則によってその進捗度合いを計ることもできていない。2050年までに、産業界で使用されるエネルギーのうち水素や合成燃料が占める割合は5～20%になると予想されているが、さらに化学や肥料、窯業や鉄鋼、非鉄金属などのエネルギー集約型の産業分野が研究開発に大規模な投資をするならば、それ以上の目標を達成できる可能性がある。
化石燃料への補助金や資金投入は、エネルギー革命への重大な障壁となっている。世界の、化石燃料への直接的な補助金は、2017年時点で3190億ドルにものぼった。さらに、そこから生じる大気汚染の影響等間接的なコストも考慮に入れると、総額5.2兆ドルにものぼる。これらを打ち切ることで、世界の温室効果ガス排出量を28%削減できるとともに、大気汚染による死者も46%減少させることができると見積もられている。また、クリーンエネルギーへの資金投入は新型コロナウイルスの世界的な流行の影響をほぼ受けておらず、むしろパンデミック関連の景気刺激策にあわせてグリーンリカバリー等の環境対策も実施されている。